# Association baptiste confessionnelle
L'Association baptiste confessionnelle (ARBCA) (anglais : Confessional Baptist Association) est une association chrétienne évangélique d'églises baptistes réformées, aux États-Unis. Le siège de l'association se trouve à Carlisle en Pennsylvanie. 

## Histoire
L’union a été fondée en 1997 sous le nom de Association of Reformed Baptist Churches of America,.

## Croyances
L'association d'églises souscrit entièrement à la Confession de foi de Londres de 1689, qui fut adopté à l'origine en 1689 par l'association des baptistes particuliers de Londres.

## Éducation
L'Institute of Reformed Baptist Studies est affilié à l’association. Il coopère avec le Séminaire théologique de Westminster à Escondido en Californie.

## Organisation
Le service pour les missions étrangères se fait à travers le Reformed Baptist Missions Service. La RBMS est plus ancienne que l'association ; elle fut fondée en 1984.

## Publications
L'ARBCA a deux publications, le Calvary Press et les Reformed Baptist Publications.